# Понточело (Верона)
Понточело је насеље у Италији у округу Верона, региону Венето.
Према процени из 2011. у насељу је живело 433 становника. Насеље се налази на надморској висини од 36 м.